# Bitomoides latus
Bitomoides latus är en stekelart som först beskrevs av Papp 1999.  Bitomoides latus ingår i släktet Bitomoides och familjen bracksteklar. Inga underarter finns listade.